# Fédération des officiers de la Marine marchande CGT
La Fédération des officiers de la Marine marchande (FOMM-CGT) est une fédération professionnelle de la Confédération générale du travail qui rassemble les officiers de marine marchande. Elle est affiliée à la Fédération internationale des ouvriers du transport et à l'ETF. Son siège est au Havre.